# Museu d'Israel
El Museu d'Israel (en hebreu: מוזיאון ישראל) (transliterat: Muziun Israel) va ser fundat en 1965 a prop de la Kenésset, a Jerusalem, la capital de l'Estat d'Israel. El museu ha assolit un estatus de classe mundial en un període relativament curt, amb col·leccions que van des de l'arqueologia prehistòrica fins a l'art contemporani i amb un dinàmic calendari d'exhibicions temporals, publicacions i activitats educatives. És la institució líder d'Israel en el camp cultural i és un dels museus enciclopèdics més grans del món. El museu és a prop del Museu Terres de la Bíblia i del Campus Nacional d'Arqueologia d'Israel.

## Visió local i universal
El Museu d'Israel dona especial èmfasi a la història del propi país, de manera que reuneix no solament art i arqueologia de procedència local, sinó que a més a més recopila pintures i tots els altres objectes d'origen internacional que hagin estat realitzats per artistes jueus, i/o que representin, o guardin relació, amb la cultura jueva. Així, en aquest museu es poden veure pintures com La destrucció del temple de Jerusalem, obra juvenil de Nicolas Poussin llargament donada per perduda, i la matriu de coure original del famós gravat El rei David en oració (1652) de Rembrandt.
Però el Museu d'Israel procura a més a més abastar l'art i l'arqueologia universals, de manera que també inclou objectes de l'antic Egipte, escultura de l'Imperi Romà, tèxtils del Marroc, i art occidental tant de vells mestres com modern: Rubens, José de Ribera, Vincent Van Gogh, Gauguin, Paul Klee, Magritte, Man Ray, Marcel Duchamp, Fernando Botero. Especialment rica és la col·lecció de Picasso, amb més de 15 pintures de diverses etapes així com dibuixos i gravats.
A l'exterior destaca l'anomenat Billy Rose Art Garden, un jardí d'escultures lliure concebut per Isamu Noguchi

## Model del Segon Temple
Una de les novetats del Museu és el model de Jerusalem durant l'era del Segon Temple de Jerusalem. El model reconstrueix la topografia i el caràcter arquitectònic de la ciutat tal com era abans de 66 dC, any en què va esclatar la Gran Revolta contra els romans, donant lloc a l'eventual destrucció de la ciutat i el Temple. Originalment construït en els terrenys de l'Hotel Holyland de Jerusalem, el model, que inclou una rèplica del Temple d'Herodes, és ara una atracció permanent del campus de 8 hectàrees del Museu, al costat del Santuari del Llibre, on es conserva gran part dels Manuscrits de la mar Morta,-la resta es troben en el Museu Rockefeller de Jerusalem, el Museu del Departament d'Antiguitats en Amman (Jordània–.

## Museu Arqueològic Rockefeller i la Ticho House
A més a més de l'àmplia programació que ofereix en el seu campus principal, el Museu d'Israel també opera dos llocs fora de les seves instal·lacions: el Museu Rockefeller que va obrir les portes el 1938 per a l'exhibició d'artefactes descoberts principalment a les excavacions realitzades durant el Mandat Britànic de Palestina, en els anys 1920 i 1930, i Ticho House, que ofereix un programa permanent d'exposicions de joves artistes israelians a una casa històrica amb jardí.

## Galeria

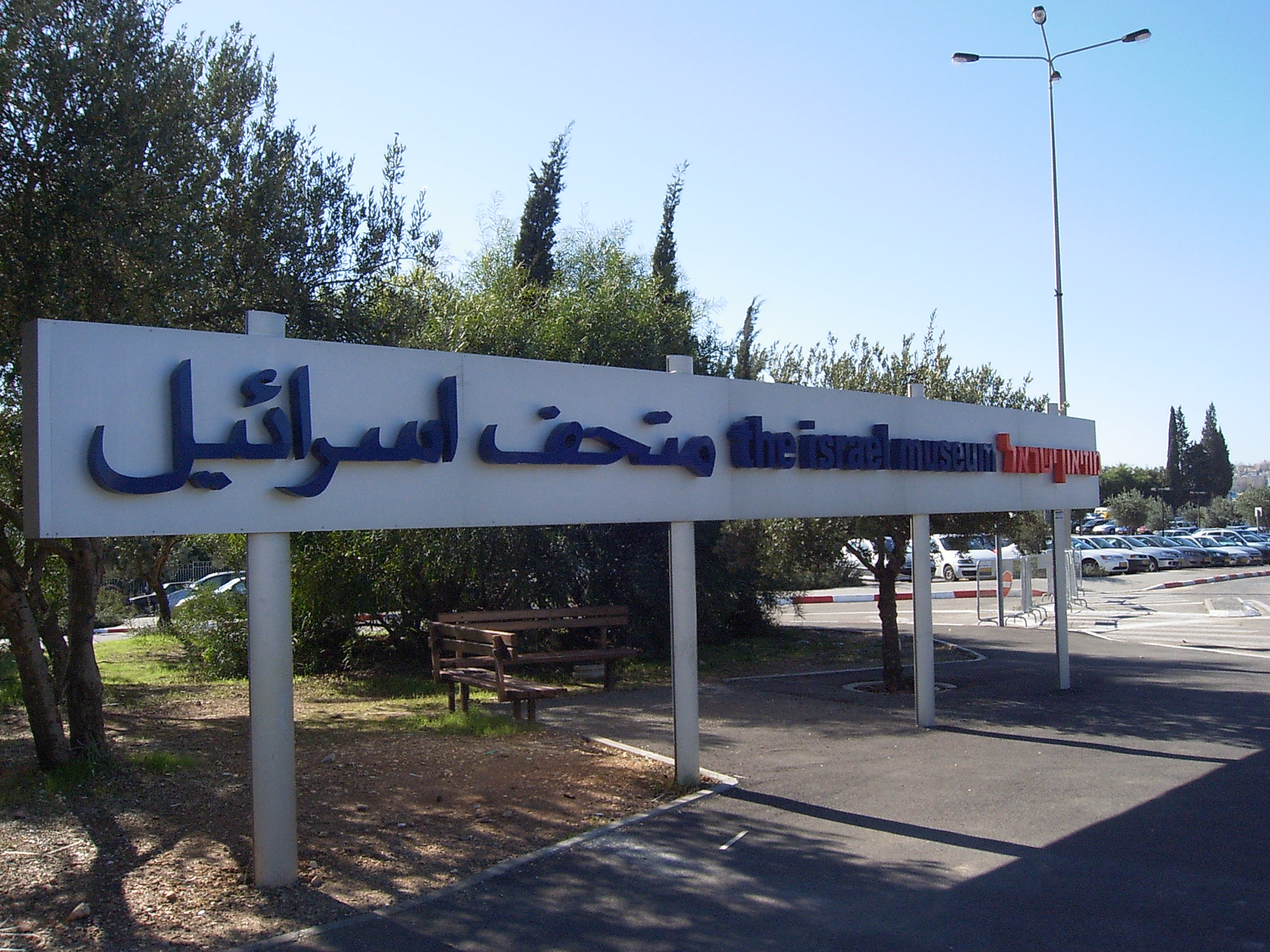
Museu d'Israel, rètol de l'entrada
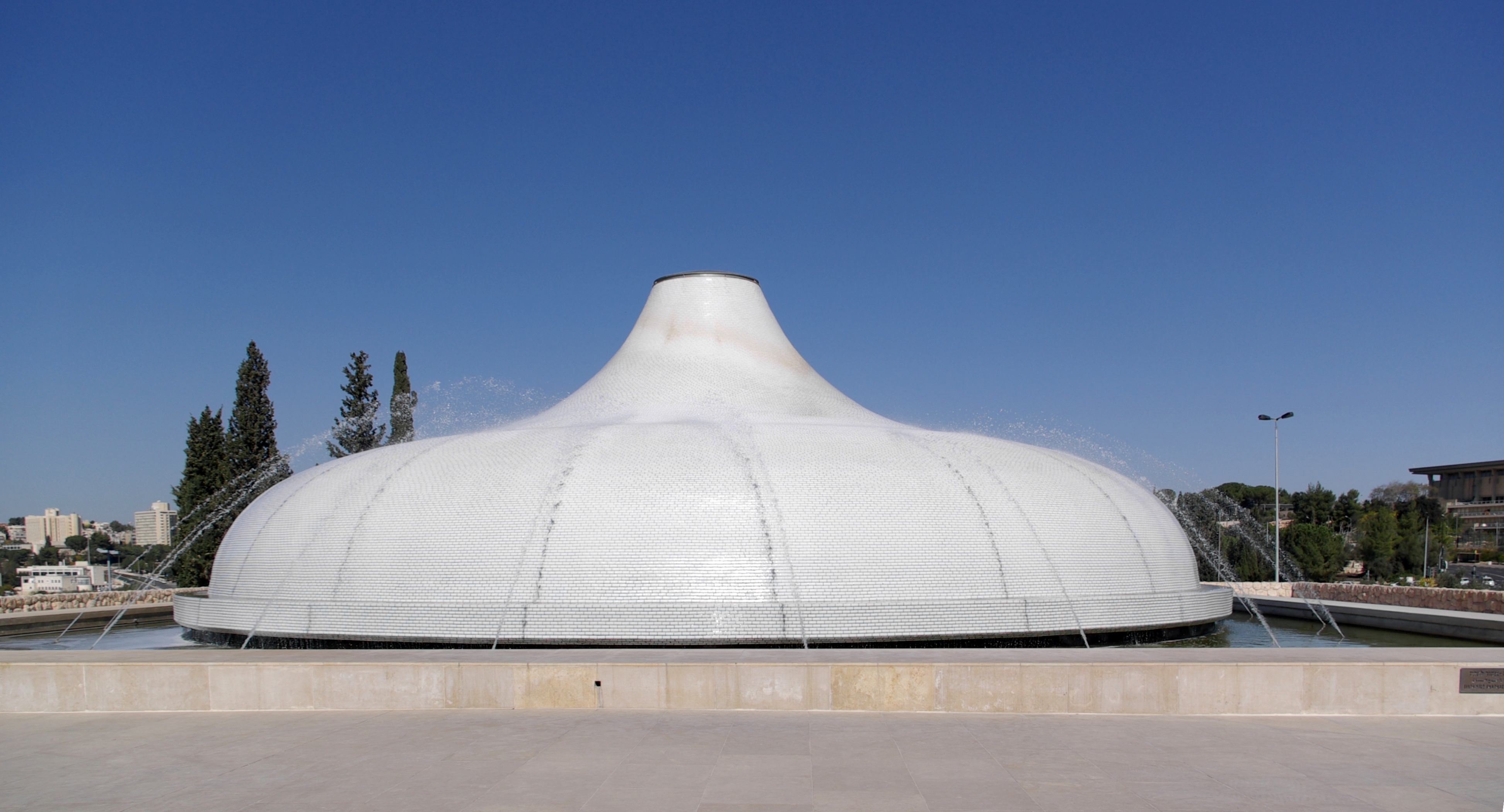
Santuari del Llibre
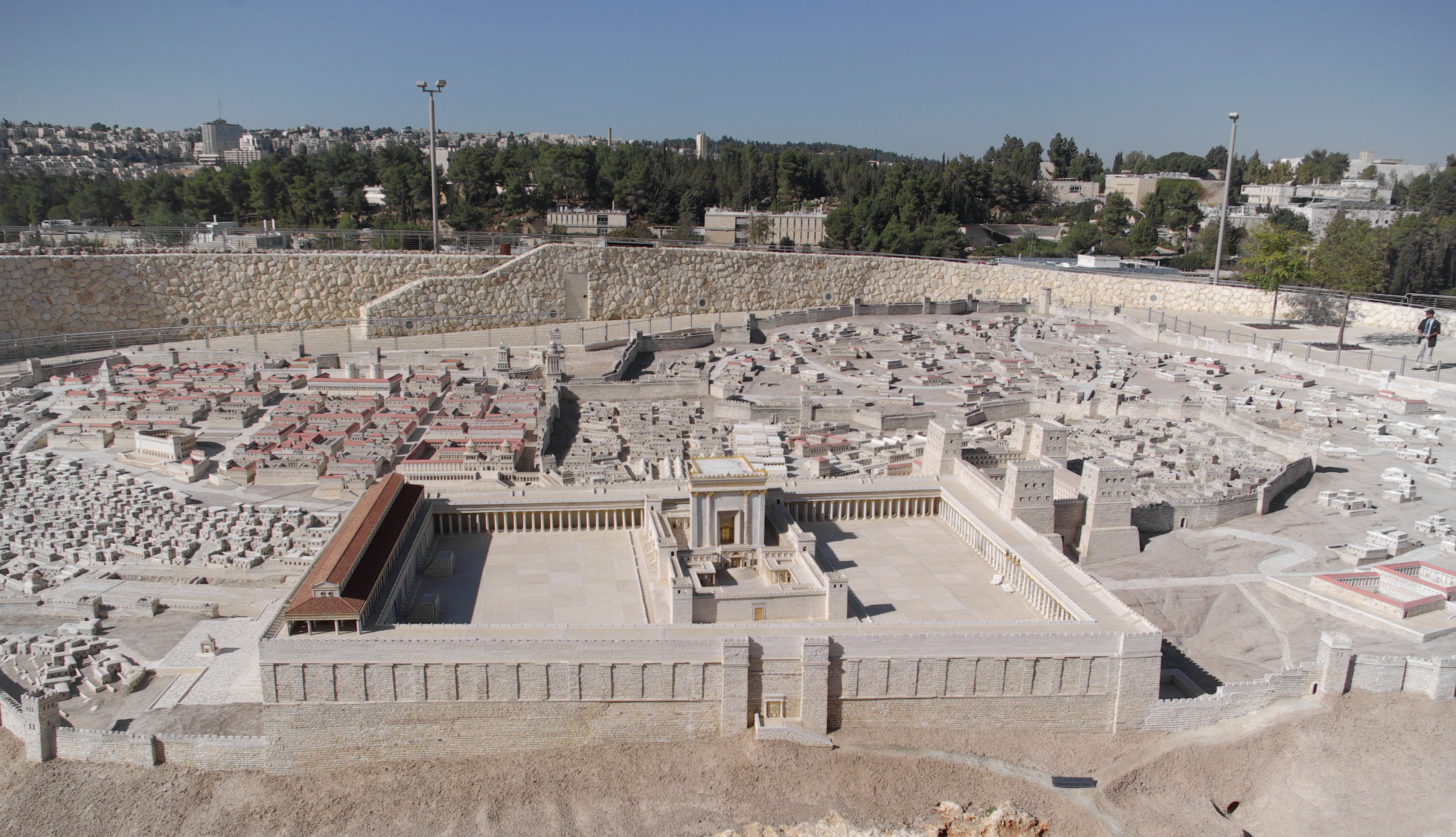
Maqueta del Segon Temple de Jerusalem